# Ed Case
Pour les articles homonymes, voir Case.
Edward Espenett Case, dit Ed Case, né le 27 septembre 1952 à Hilo (Hawaï), est un homme politique américain. Membre du Parti démocrate, il est élu à la Chambre des représentants des États-Unis pour Hawaï de 2002 à 2007 et depuis 2019.

## Biographie
Ed Case est né en 1952 dans le territoire d'Hawaï. Diplômé du lycée de Kamuela en 1970, il obtient son baccalauréat universitaire au Williams College en 1975 puis son doctorat en droit à l'université de Californie à San Francisco en 1981. Entre-temps, il travaille au Congrès pour Spark Matsunaga (1975-1978).
De 1994 à 2002, il est élu à la Chambre des représentants d'Hawaï.
En 2002, Ed Case se présente au poste de gouverneur d'Hawaï mais perd la primaire démocrate d'un point face à sa collègue Mazie Hirono, finalement battue par la républicaine Linda Lingle. La même année, il remporte une élection partielle pour succéder à Patsy Mink dans le 2e district d'Hawaï, qui comprend une partie d'Oahu et toutes les autres îles de l'archipel. Il siège à la Chambre des représentants des États-Unis jusqu'en 2007.
Il est candidat aux élections sénatoriales américaines de 2006 face au démocrate sortant Daniel Akaka. Le représentant fait campagne en estimant que l'État a besoin d'un sénateur plus jeune (il a 53 ans alors qu'Akaka en a 82) et plus modéré ; le sortant fait campagne sur son expérience. Case est battu par Akaka qui réunit 53 % des voix contre 46 % pour Case. Après sa défaite, il reprend sa carrière d'avocat.
En mai 2010, il se présente à nouveau à la Chambre des représentants dans le 1er district pour succéder à Neil Abercrombie, candidat au poste de gouverneur. L'élection partielle est remportée par le républicain Charles Djou qui profite de la division des démocrates ; il rassemble en effet 39 % des voix contre 30 % pour la présidente démocrate du Sénat local Colleen Hanabusa et 27 % pour Case. Après cette arrivée en troisième position, considérée comme un surprise,, il annonce ne pas être candidat pour l'élection générale de novembre. Hanabusa remporte cette élection.
En avril 2011, Case annonce une nouvelle candidature au Sénat fédéral, alors qu'Akaka n'est pas candidat à sa réélection. Mazie Hirono gagne la primaire avec 57 % des suffrages contre 40 % pour Case.
En 2018, il est à nouveau candidat dans le 1er district d'Hawaï, autour d'Honolulu, alors que Hanabusa se présente comme gouverneur. Il s'inscrit à l'élection la veille de la date limite mais, connu des électeurs, il devient le favori de la primaire démocrate. Il remporte la primaire avec environ 40 % des voix.

## Positions politiques
Case se définit comme un « démocrate modéré, indépendant ». Il est membre des Nouveaux démocrates et de la Blue Dog Coalition. Durant son premier mandat au Congrès, de 2002 à 2007, il vote régulièrement avec les républicains sur les questions économiques et celles liées à la guerre d'Irak.

## Résultats électoraux

### Chambre des représentants des États-Unis
| Année | Ed Case | John Mink | Matt Matsunaga | Colleen Hanabusa | Républicains | Autres |
| ----- | ------- | --------- | -------------- | ---------------- | ------------ | ------ |
| Année |         |           |                |                  |              |        |
| 2002  | 51,44 % | 36,27 %   | —              | —                | 8,74 %       | 3,55 % |
| 2003  | 43,67 % |           | 30,50 %        | 8,00 %           | 16,32 %      | 1,51 % |
| 2004  | 62,77 % |           | —              | —                | 37,23 %      | —      |

| Année | Ed Case | Républicain | Autres |
| ----- | ------- | ----------- | ------ |
| Année |         |             |        |
| 2018  | 73,1 %  | 23,1 %      | 3,8 %  |
| 2020  | 72,00 % | 28,00 %     | —      |
| 2022  | 73,7 %  | 26,3 %      | —      |